# Sakurai-allylering
De Sakurai-allylering, of correcter de Hosomi-Sakurai-allylering, is een chemische reactie waarmee een allylgroep kan aangebracht worden op allerlei elektrofiele verbindingen. De allylgroep wordt geleverd door een allylsilaan, gewoonlijk allyltrimethylsilaan, en de elektrofiele verbinding wordt geactiveerd met een sterk Lewiszuur.
De reactie is genoemd naar de Japanse chemici Akira Hosomi en Hideki Sakurai, die ze in 1976 publiceerden.
Elektrofiele verbindingen die in deze reactie bruikbaar zijn, zijn bijvoorbeeld ketonen of aldehyden. Met de Hosomi-Sakurai-reactie kan men daarmee een gesubstitueerd allylalcohol bereiden:
- met R1=R2=H (dus met formaldehyde), verkrijgt men een primair alcohol;
- met een aldehyde (R1=H, R2=willekeurige restgroep ≠ H) verkrijgt men een secundair alcohol;
- met een keton (R1 en R2 willekeurige restgroepen ≠ H) verkrijgt men een tertiair alcohol.

Voor de reactie is een sterk Lewiszuur nodig; dergelijke zuren zijn onder meer titaniumtetrachloride, di-ethylaluminiumchloride, tintetrachloride en boortrifluoride.
De reactie gaat ook met andere elektrofiele verbindingen, zoals epoxiden, imines, acetalen of carbonzuurchloriden.